# The Romans
The Romans é o quarto serial da segunda temporada clássica da série de ficção científica britânica Doctor Who, que foi transmitido originalmente na BBC1 em quatro partes semanais entre 16 de janeiro e 6 de fevereiro de 1965. Foi escrito por Dennis Spooner e dirigido por Christopher Barry.
Situado durante o reinado do imperador romano Nero na época do Grande Incêndio de Roma, o serial tem o Primeiro Doutor (William Hartnell) e sua nova acompanhante de viagem Vicki (Maureen O'Brien) investigando as intrigas em torno da morte de um tocador de lira que estava a caminho de se apresentar no palácio de Nero (Derek Francis) em Roma. Ao mesmo tempo, Ian Chesterton (William Russell) viaja ao palácio de Nero para salvar sua colega, a professora Barbara Wright (Jacqueline Hill), que havia sido vendida para a esposa de Nero, Popeia Sabina (Kay Patrick) como escrava. A história é notável pelo uso de humor.

## Enredo
Com a TARDIS presa no fundo de um penhasco, o Doutor, Ian, Barbara e Vicki se instalaram em uma villa romana desocupada. Enquanto o Doutor e Ian descansam, Barbara e Vicki caminham para uma vila romana próxima. Elas são vistas por dois comerciantes de escravos, Didius e Sevcheria. Quando elas retornam, o Doutor anuncia que ele está indo para Roma, a alguns quilômetros de distância, e viajará para lá com Vicki. Mais tarde naquela noite, Barbara e Ian, agora sozinhos, estão relaxando quando os dois traficantes os atacam. Eles são dominados e feitos prisioneiros. Ian é vendido a um proprietário de escravos, enquanto Barbara deve ser negociada com outro e enviada para Roma.
O Doutor e Vicki estão a caminho de Roma quando encontram o corpo morto de um tocador de lira chamado Maximus Pettulian. O Doutor está segurando a lira do homem quando um centurião chega e o confunde com o morto, que está atrasado para um noivado em Roma. O centurião os acompanha até Assisium e uma vez lá, o centurião entra em contato com o assassino Ascaris, que matou o verdadeiro Pettulian, e o instrui a matar o Doutor.
O Doutor domina o assassino e o afasta. O centurião foge e o Doutor conclui que o soldado estava ligado ao assassino. Ele decide manter seu pseudônimo de Pettulian e seguir para Roma. Barbara já está lá e é vendida para Tavius, que é altamente colocado na corte do imperador Nero. Ela será serva da segunda esposa de Nero, a imperatriz Popeia Sabina. O Doutor e Vicki chegam à corte de Nero e encontram Tavius, que parece sugerir ao Doutor que Pettulian faz parte de uma rede secreta na qual ele também faz parte. Eles encontram o corpo do centurião que os colocou em perigo mais cedo.
Ian fica confinado a uma galé no Mediterrâneo, mas a embarcação pega um mar agitado e acaba quebrando. Ele é lavado até a praia vizinha e encontrado por outro sobrevivente da galé, Delos. Eles concordam em ir a Roma em busca de Barbara. Quando eles chegam, são capturados por centuriões e levados para a arena para serem treinados como gladiadores.
Torna-se evidente para o Doutor que Tavius matou o centurião. Nero organiza um banquete em sua homenagem, no qual ele deve tocar a lira. Ele também fica muito encantado com Barbara, para a raiva de Popeia, que decide envenená-la no banquete de Pettulian. No entanto, Vicki muda o cálice envenenado. Barbara sai da sala de banquetes quando o Doutor chega, avisando Nero que seu vinho está envenenado.
O Doutor pega sua lira e avisa que apenas aqueles com a audição mais sensível e perspicaz serão capazes de discernir sua melodia sutil. Ele então cria absolutamente nenhum som, mas ninguém deseja se tornar filisteu por não apreciar a música. Nero não está convencido e decide jogar Pettulian aos leões. Na arena, Ian e Delos estão prontos para lutar entre si. No entanto, eles decidem escapar; Ian grita para Barbara que ele voltará para resgatá-la. O imperador chama seus soldados, planejando matá-lo quando ele voltar para resgatar Barbara.
O Doutor descobre os planos arquitetônicos da nova Roma de Nero e deduz que, desde o ano 64 d.C., o imperador planeja destruir a cidade. Tavius chega e avisa o Doutor que o imperador está planejando matá-lo também, aconselhando-o a completar sua missão e matar Nero em breve - Pettulian era um assassino o tempo todo. O Doutor acidentalmente bota fogo nas plantas de Nero. Nero percebe isso e tem a ideia do Grande Incêndio de Roma, agradece ao Doutor e decide poupar sua vida. Uma multidão é subornada para iniciar o incêndio e Ian é ajudado no palácio por Tavius, que o reúne com Barbara. Sob os olhos de Tavius, os dois podem escapar e voltar para a vila. O Doutor e Vicki também escapam da cidade, vendo-a queimar de uma colina próxima. Todos os quatro partem na TARDIS, mas mal começaram a viajar quando uma força estranha começa a arrastar a nave para um local desconhecido.

## Produção
Esta foi a última história em que Mervyn Pinfield atuaria como produtor associado, embora ele retornasse à série para dirigir The Space Museum e parte de Galaxy 4.

## Transmissão e recepção
| Episódio | Título                   | Duração | Exibição original      | Audiência no Reino Unido (milhões) | Arquivo  |
| -------- | ------------------------ | ------- | ---------------------- | ---------------------------------- | -------- |
| 1        | "The Slave Traders"      | 24:14   | 16 de janeiro de 1965  | 13,0                               | 16mm t/r |
| 2        | "All Roads Lead to Rome" | 23:14   | 23 de janeiro de 1965  | 11,5                               | 16mm t/r |
| 3        | "Conspiracy"             | 26:18   | 30 de janeiro de 1965  | 10,0                               | 16mm t/r |
| 4        | "Inferno"                | 23:09   | 6 de fevereiro de 1965 | 12,0                               | 16mm t/r |

## Lançamentos comerciais

### Na impressão
Um romance deste serial, escrito por Donald Cotton, foi publicado pela Target Books em abril de 1987. É única entre os romances de Doctor Who, pois é um romance epistolar, escrito na forma de transcrições de cartas e documentos antigos.

### Home video
The Romans foi lançado em VHS com The Rescue em 5 de setembro de 1994. Em maio de 2008, sua trilha sonora foi lançada em CD, com narração de William Russell. A história foi lançada em DVD em 23 de fevereiro de 2009, novamente com The Rescue. O lançamento da Região 1 ocorreu em 7 de julho.

## Recepção
O público de testes da BBC teve uma forte reação negativa à história, reclamando que era irreal, "tão ridícula que era chata" e "adequado apenas para idiotas". Apesar dessas críticas, muitos revisores posteriores elogiaram o uso do humor da história para contrastar com os elementos mais sombrios do enredo.
No dia da transmissão do episódio dois, The Romans foi elogiado como "impecável" pelo correspondente especial do jornal The Times. "A arma mais forte do arsenal da BBC... continua sendo o Dr. Who", escreveu o revisor. "A partida dos Daleks quebrou coraçõezinhos em todo o país, mas o novo serial, com a senhorita Jacqueline Hill e o Sr. William Russell nas mãos dos comerciantes de escravos, promete muito. A produção da senhorita Verity Lambert é mais uma vez perfeita."
Revisões retrospectivas também foram positivas. Em uma crítica de 2008 para a Radio Times, Mark Braxton elogiou a inserção da comédia "divertida" de Spooner em uma história com elementos sombrios, observando que a história era "bem-arredondada e bem estruturada", mesmo que "possa não ser exatamente correta". Ele também elogiou a atuação de Hartnell e suas interações com Vicki, bem como os momentos entre Ian e Barbara. Christopher Bahn, do The A.V. Club, observou que a história estava menos interessada na precisão histórica, mas foi bem-sucedida na comédia. Ele particularmente elogiou a caracterização do Doutor e Nero, que ele achou que foram "interpretados no ponto por Francis", equilibrando os lados mais sombrios e claros do personagem. Stuart Galbraith do DVD Talk elogiou o serial por ser ambicioso e diferente, escrevendo que era "incomum por seu tom sombrio humorístico". Den of Geek escreveu que "The Romans faz comédia bem" com "diálogo espirituoso, momentos dos personagens, palhaçada e drama". O Dreamwatch atribuiu a The Romans uma pontuação de 9 de 10, chamando-o de "um verdadeiro tesouro", no qual Hartnell exibia seu lado cômico.